# In Your House 11: Buried Alive
In Your House 11: Buried Alive was een professioneel worstel-pay-per-view (PPV) evenement dat georganiseerd werd door de World Wrestling Federation (WWF, nu WWE). Het was de 11e editie van In Your House en vond plaats op 20 oktober 1996 in het Market Square Arena in Indianapolis, Indiana.

## Matches
| Nr. | Match | Winnaar(s)                      | Opmerkingen | Bron  |
| --- | --- | ------------------------------- | --- | ----- |
| 1F  | The Stalker vs. Justin Bradshaw (met Uncle Zebekiah)                                                     | The Stalker                     | Eén-op-één FFA match.                                                                                                   | [ 2 ] |
| 2   | Stone Cold Steve Austin vs. Hunter Hearst Helmsley                                                       | Stone Cold Steve Austin         | Eén-op-één match. | [ 2 ] |
| 3   | Owen Hart & The British Bulldog (c) (met Clarence Mason) vs. The Smoking Gunns (Bart Gunn & Billy Gunn)  | Owen Hart & The British Bulldog | Tag Team match voor het WWF Tag Team Championship.                                                                      | [ 2 ] |
| 4   | Marc Mero (c) (met Sable) vs. Goldust (met Marlena)                                                      | Marc Mero                       | Eén-op-één match voor het WWF Intercontinental Championship.                                                            | [ 2 ] |
| 5   | Sycho Sid (met Shawn Michaels) vs. Vader (met Jim Cornette)                                              | Sycho Sid                       | Eén-op-één match om Number One Contender te worden voor een WWF World Heavyweight Championship match op Survivor Series | [ 2 ] |
| 6   | The Undertaker vs. Mankind (met Paul Bearer)                                                             | The Undertaker                  | Buried Alive match. | [ 2 ] |
| 7D  | The Godwinns (Henry O. Godwinn & Phineas I. Godwinn) vs. The New Rockers (Leif Cassidy & Marty Jannetty) | The Godwinns                    | Tag Team dark match. | [ 2 ] |
| 8D  | Shawn Michaels (c) (met Jose Lothario) vs. Goldust (met Marlena)                                         | Shawn Michaels                  | Eén-op-één dark match voor het WWF World Heavyweight Championship                                                       | [ 2 ] |